# Wormaldia angularia
Wormaldia angularia là một loài Trichoptera hóa thạch trong họ Philopotamidae.